# Bloedbad van Amritsar
Het Bloedbad van Amritsar (13 april 1919) was een gebeurtenis waarbij het Brits-Indische leger onder het commando van Reginald Dyer het vuur opende op een groep ongewapende mannen, vrouwen en kinderen. Dit bloedbad vond plaats in Jalianwala Bagh, een park in Amritsar in India. Officiële bronnen meldden een dodental van 379. Volgens anderen was het aantal echter meer dan 1000 met meer dan 1200 gewonden en de chirurg dr. Smith meldde dat er meer dan 1800 doden vielen. Uit politieke overwegingen zijn de juiste aantallen nooit vastgesteld.

## Achtergrond
De achtergrond van het bloedbad werd gevormd door spanningen tussen het Britse koloniale regime en het streven naar onafhankelijkheid, met name verwoord door het Indian National Congress onder leiding van Mahatma Gandhi. Hoewel Gandhi hierbij de weg van passief verzet en geweldloosheid voorstond, leidde het repressieve optreden van het koloniale regime regelmatig tot opstanden onder de bevolking. In 1919 kwam het tot massademonstraties, waarop de Britten onder meer reageerden met de arrestatie in april 1919 van de beide leiders van het Congres in Amritsar, Dr. Saifuddin Kitchlew en Dr. Satya Pal. Demonstraties voor hun vrijlating leidden tot ongeregeldheden, waarbij zowel Europeanen als Indiërs om het leven kwamen. De Britse gouverneur van de Punjab, Sir Michael O'Dwyer, riep de noodtoestand uit. Hij droeg brigadegeneraal Reginald Dyer op voor handhaving van de orde zorg te dragen. Dyer kreeg de expliciete instructie om op samenscholingen gericht te schieten: "All gatherings will be fired upon."

## De Jallianwala Bagh
Op 13 april verzamelde zich een menigte in de Jallianwala Bagh, een ommuurde tuin in Amritsar, in de nabijheid van de Gouden Tempel, voor het Baisakhi-festival. Een deel van de deelnemers was naar verluidt niet bekend met het bestaan van de noodtoestand en het verbod op samenscholingen. De Bagh had slechts drie toegangspoorten.
De bijeenkomst werd tevens gebruikt voor het houden van een toespraak met een politiek-nationalistisch karakter.

## Het bloedbad

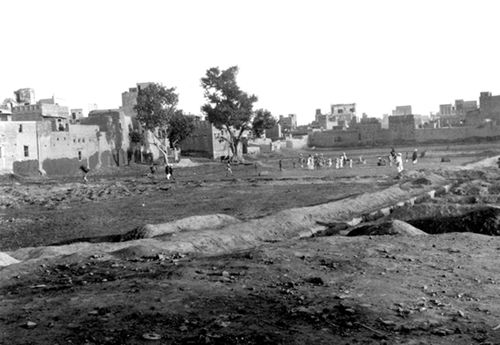
De Jallianwala Bagh, enkele maanden na het bloedbad

Generaal Dyer had 90 tot 150 man tot zijn beschikking (bronnen noemen verschillende aantallen), naast twee pantserwagens bewapend met mitrailleurs. De pantserwagens konden niet door de toegangspoorten. Dyer verklaarde later dat hij ze anders zeker gebruikt zou hebben.
Tijdens de hierboven genoemde toespraak betraden de troepen van Dyer het terrein, namen posities in op een hoger gelegen gedeelte en openden het vuur, zonder waarschuwing aan de menigte zich te verspreiden. Er was voor de vluchtende menigte slechts één uitweg, die onmiddellijk versperd werd door de lichamen van doden en gewonden. Velen sprongen in een put: naar verluidt zouden uit deze put later 120 lichamen geborgen zijn.
Het schieten duurde zes tot vijftien minuten (ook hier verschillen de bronnen).
Het aantal doden is, als gezegd, nooit exact vastgesteld. In de uren na het bloedbad zouden nog vele gewonden overlijden omdat geen enkele voorbereiding was getroffen voor de opvang van gewonden. Dyer verklaarde hieromtrent dat het niet zijn taak was, en dat gewonden naar ziekenhuizen hadden kunnen gaan. In Amritsar was op dat moment echter een uitgaansverbod van kracht.

## De reactie

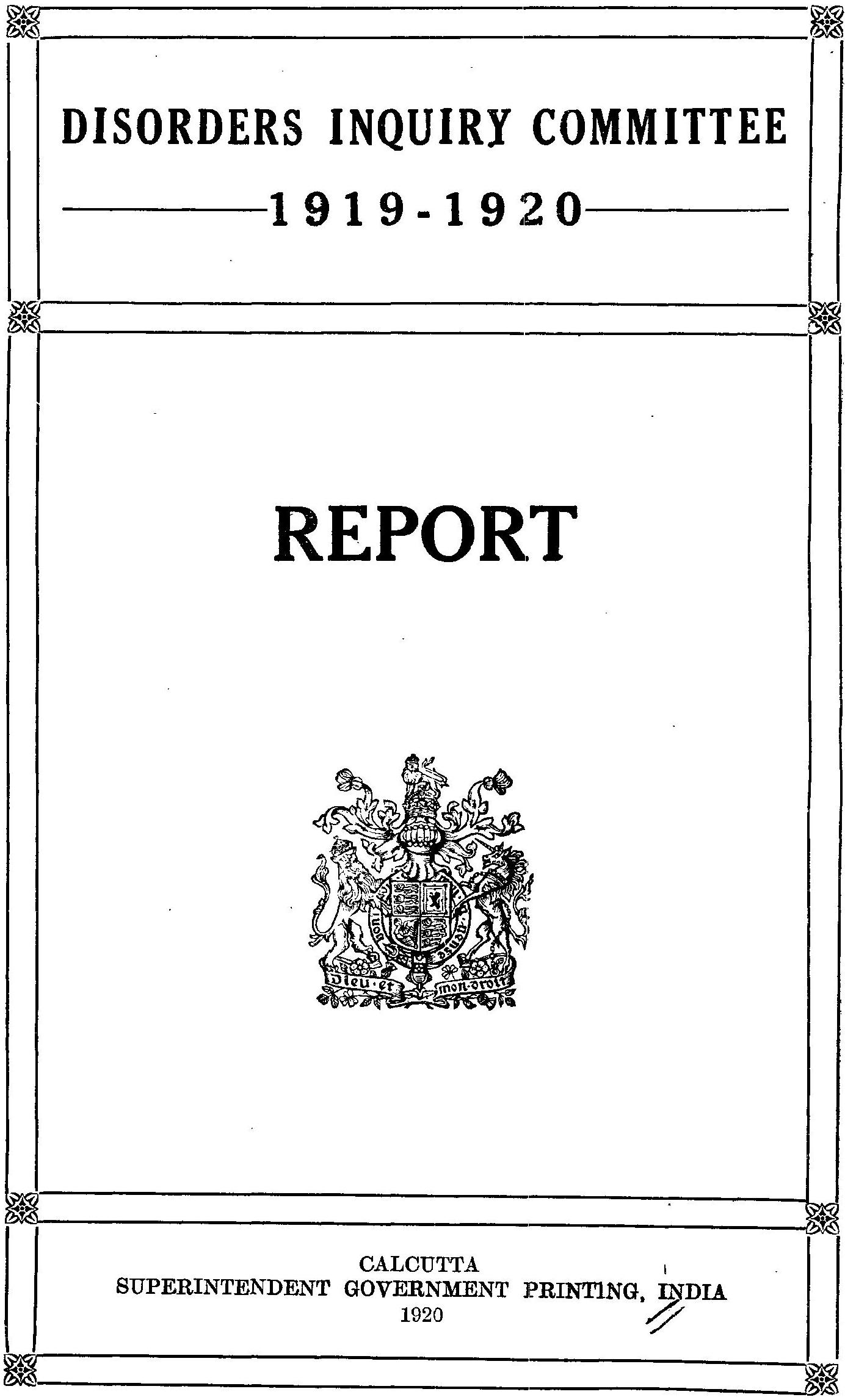
Het Hunterrapport uit 1920.

De officiële reactie was aanvankelijk dat Dyer correct gehandeld had: O'Dwyer telegrafeerde aan Dyer "Your action is correct, Lieutenant-Governor approves."
Het bloedbad riep wereldwijd afschuw op, zodanig dat de Britse regering zich genoodzaakt zag een onderzoekscommissie in te stellen. Diens bevindingen, gepresenteerd in het Hunterrapport van 1920, leidden tot een nog grotere commotie. Dyer bleek al uren van tevoren van de bijeenkomst geweten te hebben, doch geen stappen ondernomen te hebben hem te verhinderen. In plaats daarvan was hij, met zijn troepen, naar de bijeenkomst gegaan teneinde, indien hij een menigte zou aantreffen, daarop het vuur te kunnen openen. Hij verklaarde voorts dat hij het mogelijk achtte dat hij de menigte uiteen had kunnen drijven zonder te schieten, doch deze zou dan weer teruggekomen zijn en hem uitgelachen hebben "and I would have made, what I consider, a fool of myself".
Niet alle reacties waren negatief: het Britse Hogerhuis nam een motie aan waarin zijn optreden werd goedgekeurd en het blad Morning Post zamelde 26.000 pond voor Dyer in. Het grootste deel van de reacties was echter negatief. Winston Churchill noemde het bloedbad "an extraordinary event, a monstrous event, an event which stands in singular and sinister isolation".
Dyer werd van zijn actieve dienst ontheven en teruggeplaatst in de rang van kolonel. Later nam hij ontslag.

## Het gevolg
Het bredere gevolg was een aanmerkelijke versterking van de Indiase onafhankelijkheidsbeweging. Hoewel het nog vele jaren zou duren voordat India onafhankelijk werd, vormde het bloedbad van Amritsar in zekere zin een omslagpunt. De Britse machthebbers bleken bereid te zijn tot het gebruik van excessief geweld, en voor het Indiase volk was duidelijk dat slechts volledige onafhankelijkheid acceptabel zou zijn.
Gandhi was een van de vele door de Britten gedecoreerde Indiërs die uit protest zijn Britse onderscheidingen, hij droeg de Kaisar-i-Hind, terugzond aan de onderkoning.

## Wraak
Op 13 april 1940 werd in Londen wraak genomen op O'Dwyer. Hij werd met drie kogels doodgeschoten, door een Indiase activist: Udham Singh. Hij had zelf de slachting in Amritsar meegemaakt. Bij de Gouden Tempel beloofde hij dat hij wraak zou nemen voor het Indiase volk. Hij had in een boek een revolver verstopt en ging zo een rechtszaal binnen in Londen. Daar schoot hij O'Dwyer neer met drie kogels en liet zich arresteren. Drie maanden later werd Udham Singh opgehangen en kreeg van Jawaharlal Nehru de titel Shaheed (martelaar, held). In India wordt hij nog steeds beschouwd als een grote held.